# Acanthistius serratus
Acanthistius serratus, thường được gọi là cá mú phương tây, là một loài cá biển thuộc chi Acanthistius trong họ Cá mú. Loài này được mô tả lần đầu tiên vào năm 1828.

## Phân bố và môi trường sống
A. serratus có phạm vi phân bố nhỏ hẹp ở vùng biển Tây Nam Thái Bình Dương. Chúng được tìm thấy tại thị trấn Ceduna, Nam Úc đến vịnh Shark, Tây Úc. A. serratus sống xung quanh các rạn san hô, giữa các kẽ đá hoặc trong các hang động ở tây nam nước Úc; cá con sống trong các hồ thủy triều; độ sâu được ghi nhận là khoảng 40 m trở lại.

## Mô tả
A. serratus trưởng thành đạt kích thước khoảng 50 cm. Cơ thể có màu nâu lục nhạt với các dải sọc màu đen sẫm trên thân. Ngoài ra, cơ thể của nó cũng có những chấm nhỏ li ti màu đen phủ khắp thân và đầu. Đầu có sọc đen bắt đầu từ môi kéo dài đến mắt. Sau mắt là 2 - 3 dải sọc màu đen khác. Đuôi và các vây có màu xám đen.
Số gai ở vây lưng: 13; Số vây tia mềm ở vây lưng: 15 - 16; Số gai ở vây hậu môn: 3; Số vây tia mềm ở vây hậu môn: 8 - 9.
Thức ăn chủ yếu của A. serratus là các loài giáp xác và cá nhỏ. Loài này khá nhút nhát.